# 1924 no cinema
Esta é uma visão geral de 1924 no cinema, incluindo eventos significativos, uma lista de filmes lançados e nascimentos e mortes notáveis.

## Eventos
- 10 de janeiro – CBC Distributions corp. é renomeada e incorporada como Columbia Pictures.
- D. W. Griffith, cofundador da United Artists, deixa a empresa.
- 17 de abril - O empresário de entretenimento Marcus Loew ganha o controle da Metro Pictures, Goldwyn Pictures Corporation e Louis B. Mayer Pictures para criar a Metro-Goldwyn-Mayer (MGM).
- 15 de novembro – Em Los Angeles, o diretor Thomas Ince ("O Pai do Faroeste") encontra-se com o magnata editorial William Randolph Hearst para fechar um acordo. Quando Ince morre alguns dias depois, supostamente de ataque cardíaco, logo surgem rumores de que ele foi assassinado por Hearst.[1]
- Loews Theatres adquire o Capitol Theatre com 4.000 lugares na cidade de Nova York, tornando-se o carro-chefe da rede de teatros e local de muitas futuras estreias da MGM.
- Joseph Schenck torna-se presidente da United Artists.
- Metro-Goldwyn-Mayer (MGM) considera fazer um filme de O Maravilhoso Mágico de Oz. A MGM e o espólio de  L. Frank Baum não chegaram a um acordo, então os direitos foram vendidos para a Chadwick Pictures.

## Nascimentos
| Data            | Nome                 | Profissão                             | Nacionalidade  | Observações | Ref   |
| --------------- | -------------------- | ------------------------------------- | -------------- | ----------- | ----- |
| 7 de janeiro    | Gene L. Coon         | roteirista e produtor de televisão    | Estados Unidos | m. 1973     |       |
| 23 de fevereiro | Claude Sautet        | cineasta e cenarista                  | França         | m. 2000     |       |
| 26 de fevereiro | Ankito               | ator                                  | Brasil         | m. 2009     |       |
| 10 de abril     | Lee Bergere          | ator                                  | Estados Unidos | m. 2007     |       |
| 7 de maio       | Henrique Santana     | actor, produtor, encenador e escritor | Portugal       | m. 1995     |       |
| 18 de maio      | Priscilla Pointer    | atriz                                 | Estados Unidos | m. 2025     |       |
| 4 de junho      | Eva Marie Saint      | atriz                                 | Estados Unidos |             |       |
| 16 de junho     | Faith Domergue       | atriz                                 | Estados Unidos | m. 1999     |       |
| 20 de junho     | Audie Murphy         | ator                                  | Estados Unidos | m. 1971     |       |
| 25 de julho     | Leonardo Villar      | ator                                  | Brasil         | m. 2020     | [ 2 ] |
| 14 de agosto    | Eduardo Fajardo      | ator                                  | Espanha        | m. 2019     |       |
| 9 de setembro   | Jane Greer           | atriz                                 | Estados Unidos | m. 2001     |       |
| 21 de setembro  | Gail Russell         | atriz                                 | Estados Unidos | m. 1961     |       |
| 28 de setembro  | Marcello Mastroianni | ator                                  | Itália         | m. 1996     |       |
| 27 de outubro   | Renato Consorte      | ator                                  | Brasil         | m. 2009     |       |
| 10 de outubro   | Ed Wood              | cineasta                              | Estados Unidos | m. 1978     |       |
| ??              | Giorgos Foundas      | ator                                  | Grécia         | m. 2010     |       |

## Mortes
| Data          | Nome           | Profissão | Nacionalidade | Observações | Ref |
| ------------- | -------------- | --------- | ------------- | ----------- | --- |
| 18 de outubro | Amleto Novelli | ator      | Itália        | n. 1885     |     |